# Atletica leggera ai Giochi della V Olimpiade - Salto in lungo da fermo

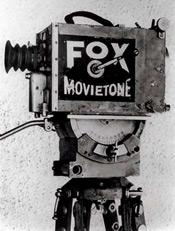
video della finale (durata: 36")

La competizione del salto in lungo da fermo di atletica leggera ai Giochi della V Olimpiade si tenne l'8 luglio 1912 allo Stadio Olimpico di Stoccolma.

## Risultati

### Turno eliminatorio
Tutti i 19 iscritti, divisi in quattro gruppi, hanno diritto a tre salti, i primi tre disputano la finale (tre ulteriori salti). I tre finalisti si portano dietro i risultati della qualificazione.
| Gruppo | Pos. | Atleta                   | Nazione       | Misura | Salti | Salti | Salti |
| Gruppo | Pos. | Atleta                   | Nazione       | Misura | 1°    | 2°    | 3°    |
| ------ | ---- | ------------------------ | ------------- | ------ | ----- | ----- | ----- |
| C      | 1    | Kōnstantinos Tsiklītīras | Grecia        | 3,37   | 3,14  | 3,26  | 3,37  |
| A      | 2    | Platt Adams              | Stati Uniti   | 3,32   | 3,23  | 3,18  | 3,32  |
| B      | 3    | Benjamin Adams           | Stati Uniti   | 3,28   | 3,28  | 3,21  | 3,24  |
| D      | 4    | Gustaf Malmsten          | Svezia        | 3,20   | 3,11  | 3,20  | 3,12  |
| C      | 5    | Leo Goehring             | Stati Uniti   | 3,14   | N     | 3,14  | 3,13  |
| D      | 5    | Edvard Möller            | Svezia        | 3,14   | 3,13  | 3,14  | 3,09  |
| D      | 7    | András Baronyi           | Ungheria      | 3,13   | 3,12  | 3,13  | 3,02  |
| C      | 8    | Richard Byrd             | Stati Uniti   | 3,12   | 3,12  | 3,11  | 3,05  |
| B      | 9    | Forest Fletcher          | Stati Uniti   | 3,11   | 3,05  | 3,11  | 3,09  |
| A      | 10   | Alfred Motté             | Francia       | 3,10   | 3,10  | 3,10  | 3,09  |
| B      | 11   | Gustaf Ljunggren         | Svezia        | 3,09   | 3,01  | 3,04  | 3,09  |
| A      | 12   | Birger Brodtkorb         | Norvegia      | 3,05   | 3,00  | 3,05  | 3,03  |
| D      | 13   | Ragnar Ekberg            | Svezia        | 3,03   | 3,00  | 3,02  | 3,03  |
| D      | 14   | Géo André                | Francia       | 3,02   | 3,02  | 2,96  | N     |
| C      | 14   | Henry Ashington          | Gran Bretagna | 3,02   | 2,95  | 2,79  | 3,02  |
| A      | 14   | Douglas Melin            | Svezia        | 3,02   | 3,02  | 3,01  | 2,99  |
| B      | 17   | Arthur Maranda           | Canada        | 2,98   | 2,80  | 2,83  | 2,98  |
| A      | 18   | Karl Bergh               | Svezia        | 2,95   | 2,86  | 2,95  | 2,91  |
| D      | 19   | Philip Kingsford         | Gran Bretagna | 2,75   | 2,60  | 2,75  | 2,72  |

### Finale
| Pos.    | Atleta         | Età | Nazione     | Misura | Salti | Salti | Salti | Salti |
| Pos.    | Atleta         | Età | Nazione     | Misura | Qual. | 4°    | 5°    | 6°    |
| ------- | -------------- | --- | ----------- | ------ | ----- | ----- | ----- | ----- |
| Oro     | K. Tsiklitiras | 24  | Grecia      | 3,37   | 3,37  | 3,30  | 3,24  | 3,34  |
| Argento | Platt Adams    | 27  | Stati Uniti | 3,36   | 3,32  | 3,36  | 3,34  | 3,24  |
| Bronzo  | Benjamin Adams | 32  | Stati Uniti | 3,28   | 3,28  | 3,18  | 3,23  | 3,28  |